# Franja Želimorski
Franja Želimorski (ur. 13 listopada 1998) – chorwacka lekkoatletka, oszczepniczka.
W młodości trenowała także pływanie. W 2015 została juniorską mistrzynią Bałkanów, a także zajęła 22. miejsce na mistrzostwach świata juniorów młodszych.
Złota medalistka mistrzostw Chorwacji z 2017, srebrna z 2015 i brązowa z 2016.
Rekord życiowy: 53,44 m (Pitești, 1 lipca 2017)